# Tromotriche aperta
Tromotriche aperta är en oleanderväxtart som först beskrevs av Francis Masson, och fick sitt nu gällande namn av P.V. Bruyns. Tromotriche aperta ingår i släktet Tromotriche och familjen oleanderväxter. Inga underarter finns listade i Catalogue of Life.